# 驅魔麵館
《驅魔麵館》（：／ gyeong-iloun somun），為韓國OCN於2020年11月28日起播出的週末原創電視劇，改編自同名網路漫畫，由《吸血鬼檢察官2》的劉先東導演與《不能結婚的男人》的呂芝娜、電影《純情漫畫》的金新春編劇合作打造。此劇講述惡鬼獵人組織「Counter」偽裝成麵店「姐姐的麵館」的店員打擊從死後世界來到地球追求永生的惡鬼的故事。
此劇因劇情環環相扣，也總能帶給觀眾意想不到的發展，其關注度亦與日俱增，因此收視率亦屢創新高。首先於第6集創下最高平均收視率7.654%（尼爾森全國），刷新《Voice 2》於2018年創下的最高平均收視率7.086%的紀錄。接著又一再的刷新自身的收視記錄，並於第16集創下最高平均收視率10.999%紀錄，也刷新OCN電視台戲劇節目最高的收視紀錄。
Netflix於11月28日起每周六日23:00（UTC+8）全球同步上線。

## 演員陣容

### 主要人物（姐姐的麵館／Counter）
| 演員                    | 角色   | 介紹 |
| 趙炳圭 （童年：金虔右） | 蘇炆   | 蘇炆是一名18歲的高中生，是Counter中的新成員張澈中的接班人。幼时經歷了一場車禍導致他失去雙親，並且成為了瘸子。即使面對者有錢有勢的霸淩者也會伸張正義，不允許他們欺負自己的同伴。此外，他也極具同理心，對於其他人所經歷的災難也感到惋惜。一天機緣巧合之下他成為了獵鬼者。接下Counter後被秋女士治癒，終於能正常行走。此外，蘇炆還擅長畫畫和素描，與兩位青梅竹馬連載著漫畫，還依據其他獵鬼者的描述手繪了一張池清臣的畫像。 Counter能力：召喚靈域。處在靈域裡的獵鬼者擁有更強的體能，對抗惡鬼更加佔據優勢。 |
| 金世正                  | 都哈娜 | Counter平常偽裝成麵館的服務生。由於兒時悲劇，一直活在自责与内疚当中，不喜欢被人触碰，很怕被看穿自己的过去。一直装着一幅冷漠，与人难相处的脸，实际上她也是很暖心的。哈娜擁有優越的讀心能力。當手接觸到他人時，瞬間就能讀取其過去所發生的事，與其他counter不同之處是哈娜能讀取好幾年前只要有回憶就能讀取甚至是對他人喚醒記憶，其他人只能讀取一年左右的記憶。雖然這是解決事件及召喚惡鬼所必須的過程，但隨之而來的壞處像是目擊殘酷的謀殺畫面以及被害人痛苦的死去模樣。令哈娜回想起家人，令哈娜感受到無比的痛苦，並不願意正視自己的過去，逃避着自己。在蘇炆的到來後，哈娜才慢慢的敞開心扉，並且正視自己的過去。 Counter能力：擁有敏銳的反應、聽覺，能感應到進入靈域惡靈並且敏銳地分辨惡靈的階級。靈敏的反應令人難以捕捉，對對抗惡鬼有強大的幫助。 |
| 劉俊相                  | 賈模度 | 曾經是一名刑警，在麵館偽裝成主廚，金正英的男朋友，七年前在一次調查案件時被刺殺後墜樓昏迷7個月，後與融交易，成為了Counter並取回了性命。但他對七年前所發生的事故完全沒有印象但在金正英死前恢復記憶。他兼具了暴躁的性格和救人的善心。在剛見到蘇炆是對他是一名高中生感到排斥，後又被蘇炆展露的善心和實力所打動。 Counter能力：他是隊伍中力氣最大的一個，曾經一拳打倒過惡鬼。 |
| 廉惠蘭                  | 秋梅玉 | Counter隊伍中的隊長。和賈模度是同學，也是Counter的同期，兩人是初代的成員。秋梅玉的兒子溺斃，而她也因病昏迷。與融做交易成為了Counter，經營了美食店「姐姐的麵條」。她對同事很熱心，富有責任心。與融之間發生紛爭時，會無條件保護自己人。基本上秋女士有很強的母性、保護本能與熱愛人類。在五位Counter之中，只有秋女士有治癒能力。所以秋女士在融也是非常尊貴的人物。秋女士在成為Counter之前，是一位在駕駛執照考場前面幫人拍攝證件照的攝影師。到現在偶爾也會翻翻當時的相片，看看和那些人一起拍照的相片。 Counter能力：治療者、嚴重的治癒會耗損自己的壽命。 |
| 安奭奐                  | 崔將岉 | Counter的金主又是事故處理班的班長，他是大韓民國50強企業 - 將岉物流的社長，渾身散發著浪漫和機智的氣息。他擁有白手起家的自信。肯定自己的人生，誇耀型的人物。年紀的緣故申請退休，之後便只負責Counter們的花費，不參與獵鬼。由於很少有Counter能做到退休，破例讓已經退休的崔將岉保留Counter的能力。 |

### 融
| 演員   | 角色   | 介紹 |
| 文淑   | 維根   | 張澈中及蘇炆的陰間搭檔。陰陽之間的交界處「融」（受理靈魂的出入境管理所）的管理者。負責挑選與管理Counter。是原則主義者，不容許天地秩序出現任何紛亂。因其過於重視原則的關係而剝奪蘇炆驅魔人身份，結果導致模度、哈娜、梅玉等人於營救蘇炆事件中臨近全滅之危。幸虧蘇炆於危難之中爆發強烈意志，強行召喚維根附身後力挽狂瀾方能擺脫驅魔人全滅的命運。其所作所為可謂「庸」人之最。 |
| 金素拉 | 金綺蘭 | 模度的陰間搭檔，不輸於維根的原則主義者，性格粗暴，唯一能控制賈模度的人。 |
| 殷藝俊 | 禹植   | 哈娜的陰間搭檔，雖然看起來年輕，小孩子模樣，但性格卻很成熟。 |
| 李贊炯 | 權秀虎 | 梅玉的陰間搭檔，生前是梅玉的兒子，因為理解力強，所以經常幫助融人和Counter協調意見，亦是維根的堅強後盾。 |

### 惡鬼
| 演員   | 角色   | 介紹 |
| 李洪耐 | 池清臣 | 三級惡鬼，後升至四級（人鬼一體），26歲，裴相弼的養子。在育幼院長大，躲避到育幼院時保護了小孩子。因為兒時悲慘的過去，而產生剎念。亦殺了自己的兩位養父。在第一次結界展開差點被蘇炆召喚時，被育幼院的小男孩所救，本想開槍殺了蘇炆最後選擇開槍自殺。後附身到申明輝、申赫宇身上。 |
| 玉子妍 | 白香熙 | 三級惡鬼，在殺死丈夫池賢宇後匯了大筆財產到自己名下戶頭，在那才發現體內的惡鬼，並合作殺人。能讀取人的過去。讀取哈娜的過去後，對哈娜加以嘲諷，傷害哈娜自尊，加強哈娜想召喚的念頭。在第二次召喚結界時把哈娜的權杖折斷，被哈娜打敗後召喚。                                       |

### 重津市

#### 蘇炆的家人
| 演員   | 角色   | 介紹 |
| 尹柱相 | 河碩久 | 蘇炆的外祖父，照顧著7年前因交通意外失去父母的外孫蘇炆和患有癡呆症的妻子。對於失去父母，瘸着腿，卻始終不失微笑的蘇炆感到抱歉和惋惜。 |
| 李周實 | 張春玉 | 蘇炆的外婆，在去年突然癡呆開始精神不正常，經常詛咒蘇炆，說他是殺了女兒的仇人，刺激了蘇炆埋在心底的負罪感。                          |

#### 重津市政府及太伸集團
| 演員   | 角色   | 介紹 |
| 崔光一 | 申明輝 | 重津市連任市長，營造城市形象為想搬進來、適合撫養孩子和地價飛漲。他是擁有歷代級人氣的市長，有一個從小開始就從未動搖過的夢想，就是成為韓國總統。要向夢想更進一步，現在必須想方設法清除眼前的絆腳石。後被池清臣的惡鬼附身。 |
| 李度燁 | 曹太伸 | 太伸集團會長，從地區基礎施工公司開始開發新城市，成長為有規模的年輕企業，但是集團的成功是歸結於與重津市長申明輝的勾結。他乾淨利落地解決了7年前申明輝參與市長選舉時的苦惱，表現出了對他的忠誠。                            |
| 金承勳 | 盧恒奎 | 太伸集團常務理事，盧昌奎的哥哥。 |
| 金正真 | 張慧京 | 申明輝的行政秘書。 |

#### 蘇炆的學校
| 演員   | 角色   | 介紹 |
| 李智元 | 林珠妍 | 蘇炆的摯友，是像他家人一樣的朋友。她是最瞭解因事故而受心理創傷，備受煎熬的蘇炆的人，是擁有要守護蘇炆的使命感團結在一起的好朋友。                   |
| 金恩秀 | 金雄民 | 蘇炆的摯友，與蘇炆和珠妍是最要好的朋友。雖然被蘇炆騙了，但還是會保護蘇炆。                                                                         |
| 鄭元昌 | 申赫宇 | 申明輝市長的兒子，不僅是學生，連老師也不能隨便碰。在學校，他就像擁有強大力量一樣神氣十足，但在家裏卻過着無法伸張的雙重生活。後被池清臣的惡鬼附身。 |
| 金民浩 | 白俊圭 | 赫宇的學校前輩，也是中學學生的領袖。雖然申赫宇不以為然，但擔心會被赫宇針對，所以很迎合赫宇。經常欺凌學生，並向學生勒索金錢。                       |
| 朴書妍 | 丹歐   | 蘇炆的學妹，無家可歸的少女，帶著妹妹丹妃 |
| 李藝嬪 | 丹妃   | 丹歐的妹妹 |

#### 警察局
| 演員   | 角色   | 介紹 |
| 崔允英 | 金正英 | 賈模度的女朋友，重案組刑警，對自己負責的案件有一點懷疑就會無條件地找出真相的人，因此她是重案組內頭號迴避對象，後遭暗殺。 |
|        | 崔修龍 | 警察局署長，與申明輝同掛，最後罪名謀殺金正英遭逮。                                                                       |
|        | 表科長 | 重案組科長，幫署長做需要掩蓋的案件，常抽走金正英在調查的案件，最後因為合謀暗殺金正英遭逮。                               |
| 李京民 | 姜瀚蔚 | 重案組刑警，正英的助手。                                                                                                 |

### 其他人物
| 演員   | 角色   | 介紹 |
| 全鎮吾 | 盧昌奎 | 盧恒奎的弟弟，替其兄做事，是個能自由出入警局的通緝犯。後遭申明輝殺害。                                                                        |
| 權赫   | 裴相弼 | 經營廢棄車場與餐廳，替曹太伸做事。原要處理掉錯殺全會長的池清臣，後被反殺。                                                                    |
| 李道慶 | 全基煥 | 會長，因土地重建問題對申明輝提出不滿，後遭池清臣殺害。                                                                                        |
|        | 宋萬豪 | 哈娜的舅舅，殺了韓勝宇後進化為二級惡鬼覺醒超人力量，打算殺害麵店老闆時被哈娜制服由蘇炆召喚。                                                  |
|        | 韓勝宇 | 宋萬豪的員工，被宋萬豪用識別證帶勒死。 |
| 成智婁 | 張澈中 | Counter，與模度、哈娜、梅玉、將岉一組活動的惡魔獵人。他不僅表現出了與Counter血濃於水的親情，而且是Counter們堅實的大哥。在追捕恶鬼的时候被杀。 |
|        | 正恩   | 權秀虎的未婚妻。 |

### 特別出演
| 演員   | 角色     | 介紹 |
| 孫汝恩 | 河聞聆   | 蘇炆的媽媽，蘇眷的妻子，是充滿正義感的警察，看似交通意外身亡，实际是被刻意谋杀。灵魂被池清臣吸取。                                                                   |
| 全錫浩 | 蘇眷     | 蘇炆的爸爸，聞聆的丈夫，同為警察，看似交通意外身亡，实际是被刻意谋杀。灵魂被池清臣吸取。                                                                             |
| 李先彬 | 熙英     | 鄰里麵包店的店員，為了尋找失蹤的父母而孤軍奮戰的女子。在兼顧麵包店打工和尋找父母的同時，懷着一線希望生活，特別還在延續與蘇炆意外的緣分。                             |
| 蘇熙靜 | 裴正淑   | 熙英的媽媽，與丈夫在登山途中被採石場惡鬼殺害而吸取其灵魂。 |
| 安洙浩 |          | 熙英的爸爸，與妻子在登山途中被採石場惡鬼殺害而吸取其灵魂。 |
| 孫浩俊 | 吳正久   | 新加坡的驅魔人，崔將岉退休後冬八的新搭檔，和秋女士一樣擁有治癒能力。在剛到就遇上二級惡鬼抓捕時被蘇炆所救，之後代替秋女士與其他三人前去抓捕池清臣，最後遭申明輝殺死。 |
| 林智圭 | 冬八     | 吳正久的陰間搭檔，後附身蘇炆。 |
| 高恩書 | 素恩     | 出生便多病，因申明輝汙染水源以致患淋巴癌。 |
|        | 素恩爸爸 | 因村里人都有著差不多疾病發現垃圾山抗議申明輝汙染水源堅信受理此案的蘇眷因此事而亡，其責申明輝汙染水源以致女兒患淋巴癌，因汙染水源抗議而亡。                           |
|        | 素恩叔叔 | 照顧著姪女素恩，持續地向政府抗議。 |

## 原聲帶
- Part.1（發行日期：2020年12月6日）

| 曲序 | 曲目                     | 演唱       |
| ---- | ------------------------ | ---------- |
| 1.   | Close Your Eyes          | Hong Isaac |
| 2.   | Close Your Eyes（Inst.） |            |

- Part.2（發行日期：2020年12月20日）

| 曲序 | 曲目                     | 演唱   |
| ---- | ------------------------ | ------ |
| 1.   | 再會 (Meet Again) (재회) | 金世正 |
| 2.   | 再會（Inst.）            |        |

- Part.3（發行日期：2021年1月17日）

| 曲序 | 曲目                 | 演唱        |
| ---- | -------------------- | ----------- |
| 1.   | No Problem（괜찮아） | Dvwn (다운) |
| 2.   | No Problem（Inst.）  |             |

## 收視率
| 季數 | 季數 | 每季集數 | 每季集數 | 每季集數 | 每季集數 | 每季集數 | 每季集數 | 每季集數 | 每季集數 | 每季集數 | 每季集數 | 每季集數 | 每季集數 | 每季集數 | 每季集數 | 每季集數 | 每季集數 |
| 季數 | 季數 | 1        | 2        | 3        | 4        | 5        | 6        | 7        | 8        | 9        | 10       | 11       | 12       | 13       | 14       | 15       | 16       |
| ---- | ---- | -------- | -------- | -------- | -------- | -------- | -------- | -------- | -------- | -------- | -------- | -------- | -------- | -------- | -------- | -------- | -------- |
|      | 1    | 0.737    | 1.208    | 1.446    | 1.857    | 1.786    | 2.352    | 2.343    | 2.666    | 2.701    | 2.793    | 2.816    | 3.216    | 2.974    | 2.981    | 2.925    | 3.257    |
|      | 2    | 1.379    | 1.610    | 1.411    | 1.585    | 1.328    | 1.450    | 1.165    | 1.482    | 1.240    | 1.572    | 1.178    | 1.831    | –        | –        | –        | –        |

| 集數       | 播出日期   | 尼爾森韓國       | 尼爾森韓國     |
| 集數       | 播出日期   | 大韓民國（全國） | 首爾（首都圈） |
| ---------- | ---------- | ---------------- | -------------- |
| 1          | 2020/11/28 | 2.702%           | 3.167%         |
| 2          | 2020/11/29 | 4.350%           | 4.145%         |
| 3          | 2020/12/05 | 5.329%           | 5.798%         |
| 4          | 2020/12/06 | 6.724%           | 6.370%         |
| 5          | 2020/12/12 | 6.060%           | 6.695%         |
| 6          | 2020/12/13 | 7.654%           | 7.364%         |
| 7          | 2020/12/19 | 7.721%           | 7.331%         |
| 8          | 2020/12/20 | 9.302%           | 8.963%         |
| 9          | 2021/01/02 | 8.386%           | 8.289%         |
| 10         | 2021/01/03 | 9.093%           | 9.188%         |
| 11         | 2021/01/09 | 8.677%           | 7.764%         |
| 12         | 2021/01/10 | 10.581%          | 10.203%        |
| 13         | 2021/01/16 | 9.372%           | 9.476%         |
| 14         | 2021/01/17 | 9.926%           | 9.870%         |
| 15         | 2021/01/23 | 8.995%           | 8.550%         |
| 16         | 2021/01/24 | 10.999%          | 10.785%        |
| 平均收視率 | 平均收視率 | 7.867%           | 7.747%         |
| 特輯       | 2021/02/07 | 1.971%           | 2.275%         |

- 收視最低的集數以藍色表示，收視最高的集數以紅色表示，而空格則表示該集的收視沒有相關數據。

## 同時段作品

### 同時段競爭作品
週五六時段劇集
- SBS 金土連續劇：《飛吧開天龍》
- JTBC 金土連續劇：《Hush》

### 同一劇集時段作品
- KBS2 週末連續劇：《Oh！三光公寓！》
- tvN 週末連續劇：《Start-Up》、《哲仁王后》

## 記事
- 編劇呂芝娜在後半部與製作團隊存在意見分歧，於編寫第12集後退出劇組，第13集由導演劉先東接手編寫，第14集至16集則改由金新春編劇執筆。[8]

## 外部連結
- 韓國OCN官方網站
- Daum上《驅魔麵館》的資料
- NAVER上《驅魔麵館》的資料
- 在Netflix上觀看《驅魔麵館》

| OCN Original Series                        | OCN Original Series                         | OCN Original Series |
| ------------------------------------------ | ------------------------------------------- | ------------------- |
|                                            | 驅魔麵館 （2020年11月28日 – 2021年1月24日） |                     |
| Search （2020年10月17日 – 2020年11月15日） | Times （2021年2月20日 – 2021年3月28日）     |                     |